# Jamaal Lascelles
Jamaal Lascelles (Derby, Inglaterra, Reino Unido, 11 de noviembre de 1993) es un futbolista inglés. Juega de defensa y su equipo es el Newcastle United de la Premier League de Inglaterra.

## Clubes
| Club                           | País       | Año       |
| ------------------------------ | ---------- | --------- |
| Nottingham Forest F. C.        | Inglaterra | 2011-2014 |
| Stevenage F. C. (cedido)       | Inglaterra | 2012      |
| Newcastle United F. C.         | Inglaterra | 2014      |
| Rayo de Malambo F. C. (cedido) | Colombia   | 2014-2015 |
| Newcastle United F. C.         | Inglaterra | 2015-     |

## Palmarés

### Títulos nacionales
| Título          | Club                   | País       | Año  |
| --------------- | ---------------------- | ---------- | ---- |
| Copa de la Liga | Newcastle United F. C. | Inglaterra | 2025 |